# جيري ماكي (لاعب كرة قدم أمريكية)
جيري ماكي (بالإنجليزية: Jerry Mackey)‏ هو لاعب كرة قدم أمريكية أمريكي، ولد في 20 سبتمبر 1984 في نيويورك في الولايات المتحدة.

## وصلات خارجية
- جيري ماكي على موقع كلية كرة القدم في سبورتس رفرنس.كوم (الإنجليزية)